# Богреши
Богреши (груз. ბოგრეში) — село в Грузии, на территории Местийского муниципалитета края (мхаре) Самегрело-Верхняя Сванетия.

## География
Село находится в северо-западной части Грузии, на правом берегу реки Ингури, вблизи места впадения в неё реки Адишчала, на расстоянии приблизительно 7 километров (по прямой) к юго-востоку от посёлка городского типа Местиа, административного центра муниципалитета. Абсолютная высота — 1605 метров над уровнем моря.

## Население
По результатам официальной переписи населения 2014 года в Богреши проживало 79 человек (38 мужчин и 41 женщина). В национальной структуре населения грузины составляли 100 %.
| Год  | Население, человек |
| ---- | ------------------ |
| 2002 | 128                |
| 2014 | ↘ 79               |